# Jacques Mallet du Pan
Jacques Mallet du Pan (5. listopadu 1749, Céligny – 10. května 1800) byl ženevsko-francouzský novinář, který zastával během Velké francouzské revoluce silně promonarchistické postoje. Bývá považovaný za průkopníka politické žurnalistiky.

## Život
Jacques Mallet du Pan pocházel ze staré hugenotské rodiny a narodil se nedaleko Ženevy v rodině protestantského duchovního. V roce 1771, v době sílící opozice vůči oligarchické vládě vyšší třídy napsal spis Compte rendu de la défense des citoyens bourgeois (Zpráva na obranu měšťanských občanů), který byl vládnoucí radou v Ženevě označený za pobuřující pamflet. Spis byl radou odsouzen a spálen na hlavním náměstí.
Vzdělání získal v Ženevě a díky vlivu Voltairea získal profesuru v Kasselu. Místa profesora se ale brzy vzdal a odjel do Londýna, kde se věnoval spolu novinářem jménem Simonem Nicholasem Henrim Linguetem vydával v letech 1778–1780 noviny Annales Politiques. Během Linguetova uvěznění v Bastile vydával noviny Annales sám, nicméně Linguet se stavěl proti jeho vydávání, proto změnil Mallet du Pan v roce 1783 název novin na Mémoires historiques.
V roce 1783 začlenil svoji činnost do literárního časopisu Mercure du France a politické směřování tohoto periodika v jeho rukách. Při vypuknutí Francouzské revoluce stál na straně royalistů a v letech 1791–1792 byl Ludvíkem XVI. vyslán do Frankfurtu nad Mohanem, aby se pokusil zajistit sympatie a intervenci německých knížat. Cestoval postupně z Německa do Švýcarska a do Bruselu, aby zde hájil zájmy royalistů.
Publikoval řadu protirevolučních pamfletů. Proslavil se jako autor známého rčení „jako Saturn, revoluce požírá své děti,“ které se poprvé objevilo v jeho široce rozšířené eseji Considérations sur la nature de la Révolution de France, et sur les causes qui en prolongent la durée (Úvahy o povaze revoluce ve Francii a příčinách, které prodlužují její trvání).
Násilný útok na Bonaparta a Direktorium vedl v roce 1797 k tomu, že musel odejít do exilu v Bernu. V roce 1798 přišel do Londýna, kde začal vydávat časopis Mercure britannique. Zemřel v roce 1800 v Richmondu, který je nyní součástí Londýna a jeho ovdovělé manželce byla přiznaná penze od britské vlády.